# José María Avrial y Flores
José María Avrial y Flores – hiszpański malarz, grafik i ilustrator.

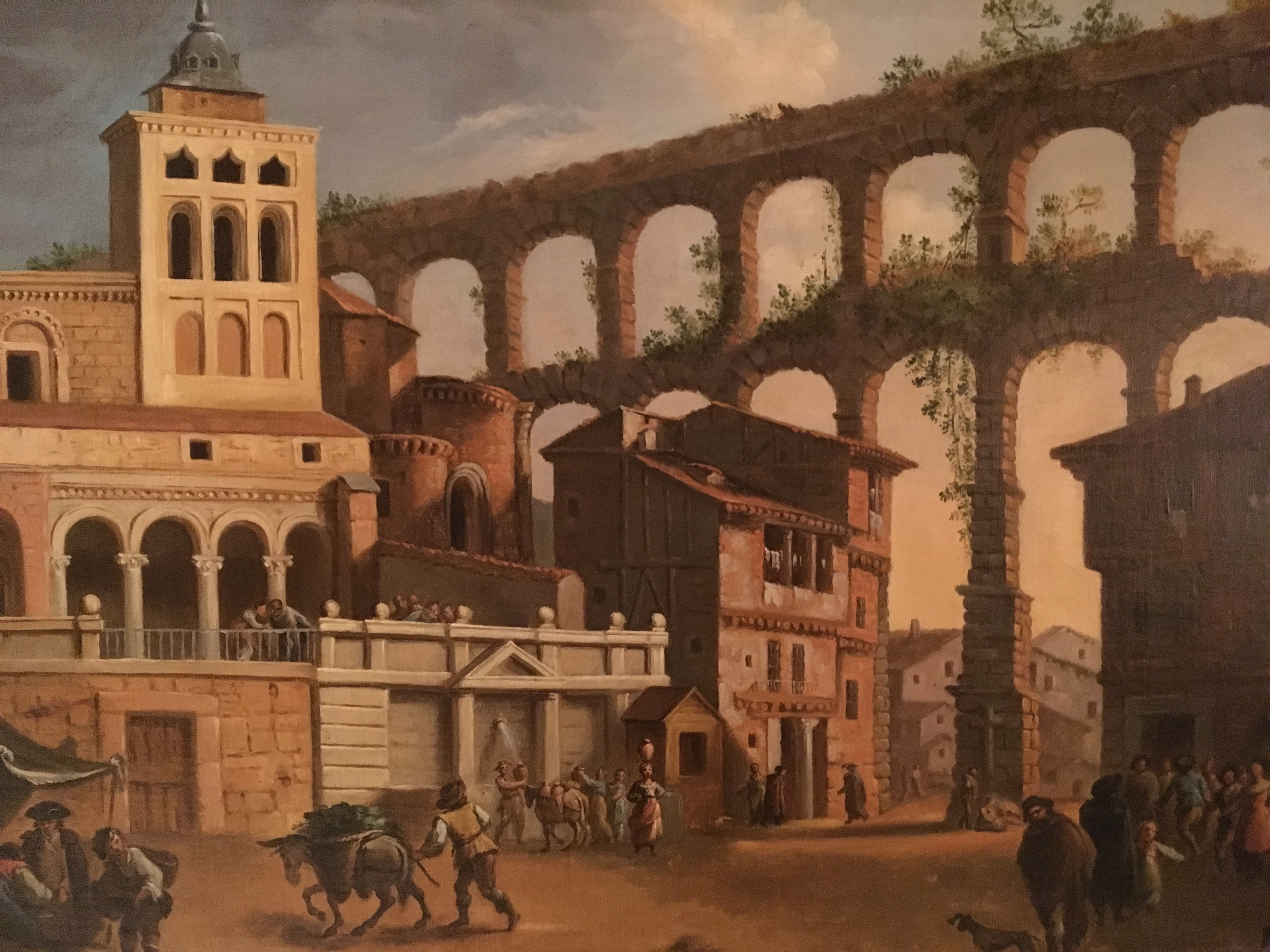
Vista de la plaza del Azoguejo y Santa Columba, 1850, Museo de Segovia

Studiował na Królewskiej Akademii Sztuk Pięknych św. Ferdynanda w Madrycie, jego nauczycielami byli José de Madrazo oraz Fernando Brambilla, na czyje zlecenie wykonał serię litografii przedstawiających króla Hiszpanii. Był dyrektorem Akademii Sztuk Pięknych w Segowii i członkiem Królewskiej Akademii Sztuk Pięknych Św. Ferdynanda i Królewskiej Akademii Sztuk Pięknych San Carlos w Walencji.
Malował głównie pejzaże, jako grafik i ilustrator był stałym współpracownikiem kilku redakcji, m.in. tygodnika Semanario Pintoresco Español. Wydał książkę Malownicza Segowia. Stworzył również serie rysunków przedstawiających zabytkowe budynki, np. architekturę Asturii (1847). Przygotowywał również scenografie dla lokalnych uroczystości.